# Ladies in Black Aachen
Ladies in Black Aachen est un club allemand de volley-ball fondé en 2013 et basé à Aix-la-Chapelle qui évolue pour la saison 2020-2021 en 1.Bundesliga.

## Palmarès

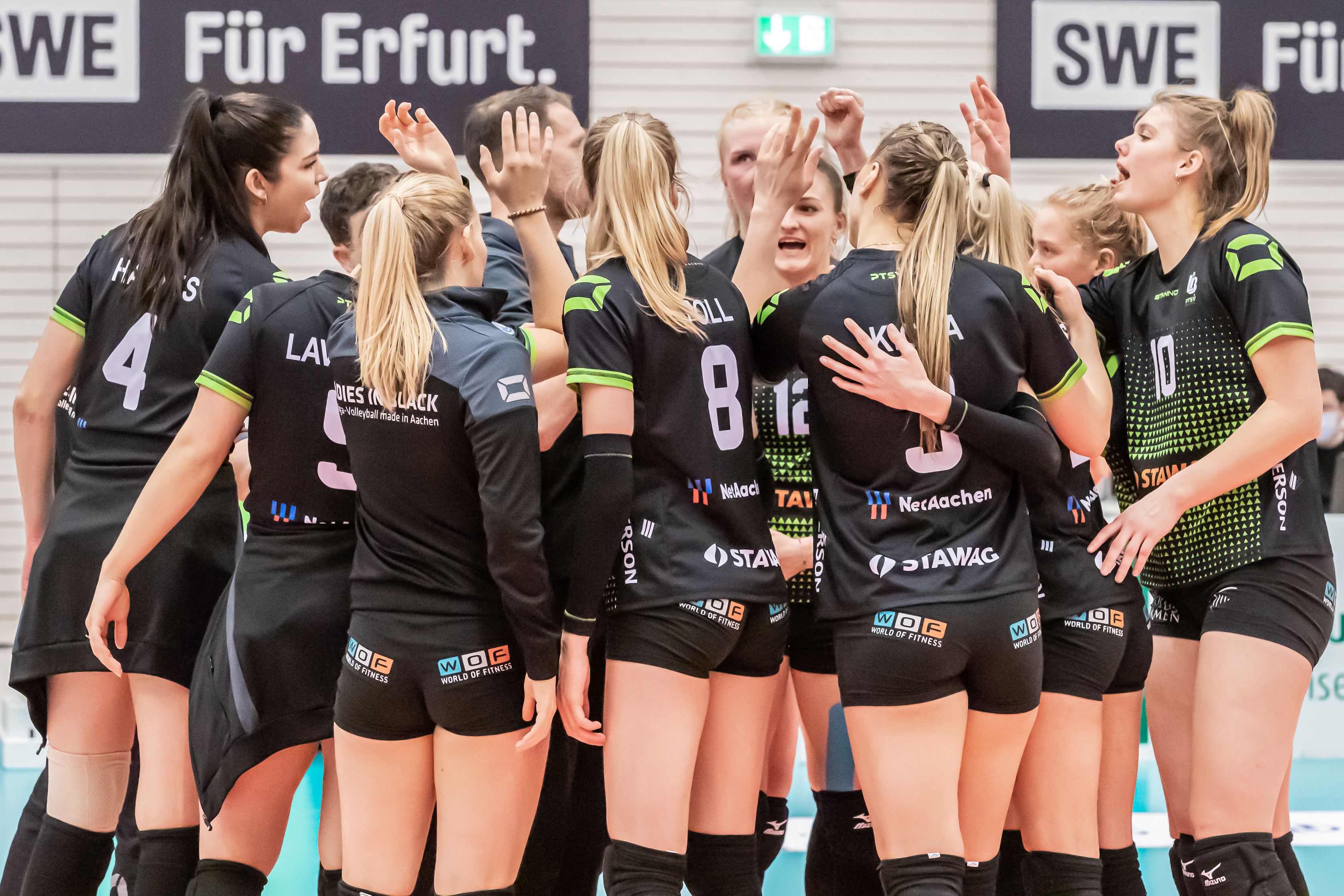
Ladies in Black, Erfurt (2021)

- Coupe d'Allemagne
  - Finaliste : 2015